# Ferrari 159 S
A Ferrari 159 S foi o segundo veículo da Ferrari, sucedendo a 125 S que havia vencido seis das 14 corridas no início de 1947. Apenas dois 159 S foram construídos, um deles reconstruído como Ferrari 166 Spyder Corsa e, a partir de 2012, a Ferrari remanescente mais antiga. Foi substituído pelo 166 S.